# Сосновка (Кизилжарський район)
Сосно́вка (каз. Сосновка) — село у складі Кизилжарського району Північноказахстанської області Казахстану. Входить до складу Бугровського сільського округу, раніше входило до складу Токушинського сільського округу Аккайинського району.
Населення — 35 осіб (2021; 84 у 2009, 99 у 1999, 136 у 1989).
Національний склад станом на 1989 рік:
- росіяни — 100 %.